# Huevo del Cáucaso
El Huevo del Cáucaso es uno de los huevos imperiales de Fabergé : un huevo de Pascua joya que el penúltimo zar de Rusia, Alejandro III, regaló a su esposa, la zarina María Fiódorovna Románova en 1893.
Fue fabricado en San Petersburgo con supervisión de Michael Perkhin, por cuenta del joyero ruso Peter Carl Fabergé, de Fabergè ; el autor de las miniaturas es Kostjantyn Jakovyč Kryžyc'kyj.

## Propietarios
En 1917, durante la Revolución Rusa, el huevo fue confiscado por el Gobierno Provisional como muchos otros tesoros imperiales; en 1930 fue vendido por Antikvariat, junto con otros nueve huevos, a las Hammer Galleries de Nueva York. En 1959 fue comprado por Matilda Geddings Gray, a cuya muerte, en 1971, pasó a la Fundación Matilda Geddings Gray.
Posteriormente, el huevo se exhibió al público en el Museo de Arte de Nueva Orleans como parte de la colección de la Fundación Matilda Geddings Gray (MGGFC); desde marzo de 2007 hasta el 5 de junio de 2011, cuando la colección estuvo alojada en el Museo y jardín botánico de Cheekwood en Nashville; desde el 22 de noviembre de 2011, la colección se exhibe en el Museo Metropolitano de Arte de Nueva York.

## Descripción

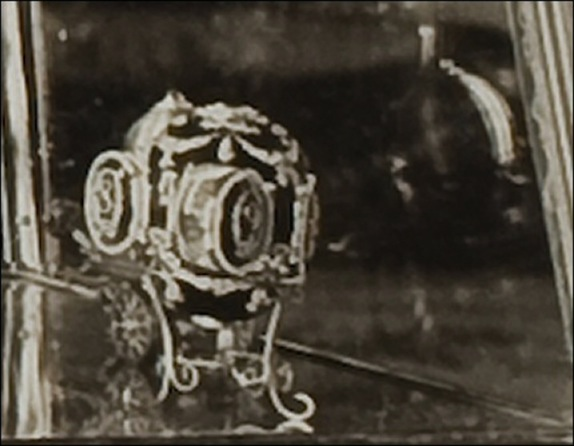
El huevo, sobre su soporte original ahora perdido, en exhibición en marzo de 1902 en la Mansión Von Dervis, en San Petersburgo.

Está realizado en oro, plata, esmalte rojo rubí, diamantes talla rosetón y diamantes talla lámina fina, platino, perlas, cristal de roca y acuarela sobre marfil.
Sobre la concha dorada, recubierta de esmalte translúcido rojo rubí sobre fondo guilloché, se aplican guirnaldas de oro multicolor colgando de lazos y cintas de platino tachonadas de diamantes. El color rojo rubí, que recordando la hemofilia del zarévich Alexei podría haber sido luego desagradable para la familia imperial, se usó solo en otro huevo imperial, el Huevo del capullo de rosa de 1895. 
En los extremos del huevo se colocan dos grandes diamantes cortados como losas delgadas: el superior, más grande, cubre un retrato en miniatura del Gran Duque Jorge con su uniforme azul marino, y está rodeado de diamantes talla roseta y una corona de laurel.
Se caracteriza, además de por su color vivo, por cuatro paneles ovales orlados de perlas, colocados a lo largo de la banda mediana, cada uno de los cuales lleva en el centro, en diamantes, una de las cifras que componen el año 1893; este es el primero de los huevos imperiales conocidos que lleva fecha.
Los paneles, con bisagras en un lado, se abren para revelar cuatro miniaturas detalladas firmadas "Krijitski: 1891", cada una mostrando una vista diferente de Abbas Tuman.
El huevo está dedicado a la estancia en el pabellón de caza imperial de Abbas Tuman en las montañas del Cáucaso, del gran duque Jorge, hijo de Alejandro III y María Fedorovna Romanova y hermano menor de Nicolás II.
Jorge estaba enfermo de tuberculosis, por lo que después de su diagnóstico pasó la mayor parte de su tiempo en Abbas Tuman, pero el saludable clima montañoso no lo curó de la enfermedad, que lo mató en 1899.